# Kents diskografi
Kent var en svensk rockgrupp bildad i Eskilstuna 1990. Bandet har gett ut 12 studioalbum (varav två i alternativa versioner på engelska), en EP, ett samlingsalbum, en samlingsbox samt ett 30-tal singlar.

## Album

### Studioalbum på svenska
| År                                                                                        | Titel Skivbolag                               | Listplaceringar | Listplaceringar | Listplaceringar | Listplaceringar | Listplaceringar | Information                                 |
| År                                                                                        | Titel Skivbolag                               | SWE             | DEN             | FIN             | NOR             | KOR             | Information                                 |
| ----------------------------------------------------------------------------------------- | --------------------------------------------- | --------------- | --------------- | --------------- | --------------- | --------------- | ------------------------------------------- |
| 1995                                                                                      | Kent RCA, BMG                                 | 2 (37 veckor)   | —               | —               | —               | —               | Släppt: 15 mars 1995 Globalt: + 60 000      |
| 1996                                                                                      | Verkligen RCA Victor, BMG                     | 1 (35 veckor)   | —               | —               | —               | —               | Släppt: 15 mars 1996 Globalt: + 120 000     |
| 1997                                                                                      | Isola RCA Victor, BMG                         | 1 (25 veckor)   | —               | 12 (25 veckor)  | 35 (2 veckor)   | —               | Släppt: 12 november 1997 Globalt: + 240 000 |
| 1999                                                                                      | Hagnesta Hill RCA Victor, BMG                 | 1 (40 veckor)   | —               | 6 (15 veckor)   | 9 (24 veckor)   | —               | Släppt: 6 december 1999 Globalt: + 250 000  |
| 2002                                                                                      | Vapen & ammunition RCA, BMG                   | 1 (181 veckor)  | 4 (20 veckor)   | 1 (45 veckor)   | 1 (41 veckor)   | —               | Släppt: 15 april 2002 Globalt: + 600 000    |
| 2005                                                                                      | Du & jag döden RCA, Sony BMG                  | 1 (57 veckor)   | 2 (10 veckor)   | 2 (17 veckor)   | 1 (21 veckor)   | —               | Släppt: 15 mars 2005 Globalt: + 220 000     |
| 2007                                                                                      | Tillbaka till samtiden RCA, Sony BMG          | 1 (38 veckor)   | 5 (7 veckor)    | 3 (12 veckor)   | 2 (28 veckor)   | —               | Släppt: 17 oktober 2007                     |
| 2009                                                                                      | Röd RCA, Sony                                 | 1 (47 veckor)   | 6 (4 veckor)    | 4 (7 veckor)    | 4 (9 veckor)    | —               | Släppt: 6 november 2009                     |
| 2010                                                                                      | En plats i solen RCA                          | 1 (31 veckor)   | 4 (10 veckor)   | 1 (12 veckor)   | 2 (13 veckor)   | —               | Släppt: 30 juni 2010                        |
| 2012                                                                                      | Jag är inte rädd för mörkret Sonet, Universal | 1 (36 veckor)   | 2 (6 veckor)    | 5 (9 veckor)    | 1 (20 veckor)   | —               | Släppt: 25 april 2012                       |
| 2014                                                                                      | Tigerdrottningen Sonet, Universal             | 1 (99 veckor)   | 3 (7 veckor)    | 6 (6 veckor)    | 1 (11 veckor)   | —               | Släppt: 30 april 2014                       |
| 2016                                                                                      | Då som nu för alltid RCA, Sony                | 1 (127 veckor)  | 13 (1 vecka)    | 3 (7 veckor)    | 5 (4 veckor)    | 61 (1 vecka)    | Släppt: 20 maj 2016                         |
| "—" betecknar en utgivning som inte gick in på listan eller som inte utgavs i det landet. |                                               |                 |                 |                 |                 |                 |                                             |

### Studioalbum på engelska
| År                                                                                        | Titel Skivbolag               | Listplaceringar | Listplaceringar | Information           |
| År                                                                                        | Titel Skivbolag               | SWE             | NED             | Information           |
| ----------------------------------------------------------------------------------------- | ----------------------------- | --------------- | --------------- | --------------------- |
| 1998                                                                                      | Isola RCA Victor, BMG         | 59 (1 vecka)    | 93 (2 veckor)   | Släppt: 27 april 1998 |
| 2000                                                                                      | Hagnesta Hill RCA Victor, BMG | 45 (2 veckor)   | —               | Släppt: 28 april 2000 |
| "—" betecknar en utgivning som inte gick in på listan eller som inte utgavs i det landet. |                               |                 |                 |                       |

### Samlingsalbum
| År   | Titel Skivbolag         | Listplaceringar | Listplaceringar | Listplaceringar | Certifikat                                 |
| År   | Titel Skivbolag         | SWE             | FIN             | NOR             | Certifikat                                 |
| ---- | ----------------------- | --------------- | --------------- | --------------- | ------------------------------------------ |
| 2000 | B-sidor 95–00 RCA, BMG  | 2 (27 veckor)   | 18 (4 veckor)   | 31 (7 veckor)   | Släppt: 29 november 2000 Globalt: + 60 000 |
| 2016 | Best of RCA, Sony Music | 1 (37 veckor)   | 9 (3 veckor)    | 16 (2 veckor)   | Släppt: 16 september 2016                  |

### Samlingsboxar
| År   | Titel Skivbolag        | Listplaceringar | Listplaceringar | Listplaceringar | Information             |
| År   | Titel Skivbolag        | SWE             | FIN             | NOR             | Information             |
| ---- | ---------------------- | --------------- | --------------- | --------------- | ----------------------- |
| 2008 | Box 1991–2008 Sony BMG | 1 (76 veckor)   | 18 (2 veckor)   | 38 (1 vecka)    | Släppt: 29 oktober 2008 |

### EP-skivor
| År   | Titel Skivbolag                      | Listplaceringar | Listplaceringar | Listplaceringar | Listplaceringar | Information             |
| År   | Titel Skivbolag                      | SWE             | DEN             | FIN             | NOR             | Information             |
| ---- | ------------------------------------ | --------------- | --------------- | --------------- | --------------- | ----------------------- |
| 2005 | The hjärta & smärta EP RCA, Sony BMG | 1 (33 veckor)   | 2 (57 veckor)   | 1 (8 veckor)    | 2 (14 veckor)   | Släppt: 2 november 2005 |

## Singlar

### Singlar på svenska
| Titel                         | År   | Listplaceringar | Listplaceringar | Listplaceringar | Listplaceringar | Certifikat     | Album                  |
| Titel                         | År   | SVE             | NOR             | FIN             | DEN             | Certifikat     | Album                  |
| ----------------------------- | ---- | --------------- | --------------- | --------------- | --------------- | -------------- | ---------------------- |
| "När det blåser på månen"     | 1995 | —               | —               | —               | —               |                | Kent                   |
| "Som vatten"                  | 1995 | —               | —               | —               | —               |                | Kent                   |
| "Frank"                       | 1995 | —               | —               | —               | —               |                | Kent                   |
| "Jag vill inte vara rädd"     | 1995 | —               | —               | —               | —               |                | Kent                   |
| "Kräm (så nära får ingen gå)" | 1996 | 4 (14 veckor)   | —               | —               | —               |                | Verkligen              |
| "Halka"                       | 1996 | 36 (6 veckor)   | —               | —               | —               |                | Verkligen              |
| "Gravitation"                 | 1996 | 14 (10 veckor)  | —               | —               | —               |                | Verkligen              |
| "Om du var här"               | 1997 | 3 (12 veckor)   | —               | —               | —               | - SVE: guld    | Isola                  |
| "Saker man ser"               | 1998 | 22 (4 veckor)   | —               | —               | —               |                | Isola                  |
| "747"                         | 1998 | 28 (5 veckor)   | —               | —               | —               |                | Isola                  |
| "Musik non stop"              | 1999 | 3 (7 veckor)    | 14 (2 veckor)   | 9 (4 veckor)    | —               |                | Hagnesta Hill          |
| "En himmelsk drog"            | 2000 | 12 (5 veckor)   | —               | 11 (2 veckor)   | —               |                | Hagnesta Hill          |
| "Kevlarsjäl"                  | 2000 | 23 (6 veckor)   | —               | —               | —               |                | Hagnesta Hill          |
| "Chans"                       | 2000 | 14 (8 veckor)   | —               | —               | —               |                | B-sidor 95-00          |
| "Dom andra"                   | 2002 | 1 (21 veckor)   | 8 (11 veckor)   | 5 (9 veckor)    | —               | - SVE: platina | Vapen & Ammunition     |
| "Kärleken väntar"             | 2002 | 2 (23 veckor)   | 19 (1 veckor)   | 16 (2 veckor)   | —               |                | Vapen & Ammunition     |
| "FF / VinterNoll2"            | 2002 | 2 (18 veckor)   | 9 (2 veckor)    | 10 (7 veckor)   | —               | - SVE: guld    | Vapen & Ammunition     |
| "Max 500"                     | 2005 | 1 (22 veckor)   | 1 (7 veckor)    | 4 (4 veckor)    | 6 (3 veckor)    | - SVE: platina | Du & jag döden         |
| "Palace & Main"               | 2005 | 1 (17 veckor)   | —               | 5 (3 veckor)    | —               |                | Du & jag döden         |
| "Den döda vinkeln"            | 2005 | 14 (10 veckor)  | —               | —               | —               |                | Du & jag döden         |
| "Nålens öga"                  | 2006 | 3 (23 veckor)   | —               | —               | —               | - SVE: guld    | Nålens öga [singel]    |
| "Ingenting"                   | 2007 | 2 (23 veckor)   | 2 (11 veckor)   | 17 (2 veckor)   | 11 (7 veckor)   | - SVE: guld    | Tillbaka till samtiden |
| "Columbus"                    | 2007 | 3 (11 veckor)   | —               | —               | —               |                | Tillbaka till samtiden |
| "Generation Ex"               | 2008 | 9 (6 veckor)    | —               | —               | —               |                | Tillbaka till samtiden |
| "Vy från ett luftslott"       | 2008 | 31 (9 veckor)   | —               | —               | —               |                | Tillbaka till samtiden |
| "Töntarna"                    | 2009 | 1 (12 veckor)   | 1 (2 veckor)    | 5 (1 veckor)    | —               | - SVE: guld    | Röd                    |
| "2000"                        | 2009 | 1 (2 veckor)    | —               | —               | —               |                | 2000 [singel]          |

| År/Datum   | Titel                                  | Top 60 singelhitlistan | Album                         |
| ---------- | -------------------------------------- | ---------------------- | ----------------------------- |
| 2009-12-21 | Hjärta EP                              | #30 (5 veckor)         | Röd                           |
| 2010-03-08 | Idioter EP                             | #33 (2 veckor)         | Röd                           |
| 2010-06-14 | Gamla Ullevi                           | #1 (2 veckor)          | En plats i solen              |
| 2010-06-14 | Skisser för sommaren                   | #2 (8 veckor)          | En plats i solen              |
| 2010-10-08 | Ismael / Varje gång du möter min blick | #13 (2 veckor)         | En plats i solen              |
| 2012-03-28 | 999                                    | #10 (14 veckor)        | Jag är inte rädd för mörkret  |
| 2012-06-26 | Jag ser dig                            | #33 (3 veckor)         | Jag är inte rädd för mörkret  |
| 2012-10-03 | Tänd på                                | #37 (1 vecka)          | Jag är inte rädd för mörkret  |
| 2012-12-31 | Ingen kunde röra oss                   | -                      | Ingen kunde röra oss [singel] |
| 2014-03-14 | La belle epoque                        | #8 (8 veckor)          | Tigerdrottningen              |
| 2014-07-25 | Var är vi nu?                          | #21 (1 vecka)          | Tigerdrottningen              |
| 2014-12-02 | Mirage [Radio Edit]                    | #18 (1 vecka)          | Tigerdrottningen              |
| 2016-03-14 | Egoist                                 | #4 (1 vecka)           | Egoist [singel]               |
| 2016-05-03 | Vi är inte längre där                  | #22 (1 vecka)          | Då som nu för alltid          |

() = Antal veckor på Top 60 Singel Hitlistan står inom parentes.

### Singlar på engelska
| År/Datum   | Titel            | Högsta listplaceringar | Album                           |
| ---------- | ---------------- | ---------------------- | ------------------------------- |
| 1998-02-16 | If You Were Here | #90 (Holland)          | Isola (engelsk version)         |
| 1998-09-07 | Things She Said  | -                      | Isola (engelsk version)         |
| 1999-03-25 | 747              | -                      | Isola (engelsk version)         |
| 2000-07-10 | Music Non Stop   | -                      | Hagnesta Hill (engelsk version) |

### Övriga låtar på Sverigetopplistan
| År/Datum   | Titel                           | Top 60 singelhitlistan | Album                        |
| ---------- | ------------------------------- | ---------------------- | ---------------------------- |
| 2007-09-20 | Min värld                       | #36 (2 veckor)         | Ingenting [singel]           |
| 2007-12-13 | Tick Tack                       | #56 (1 vecka)          | Columbus [singel]            |
| 2008-04-17 | Det kanske kommer en förändring | #18 (1 vecka)          | Generation ex [singel]       |
| 2008-04-17 | Berlin                          | #39 (1 vecka)          | Tillbaka till samtiden       |
| 2010-02-19 | Sverige                         | #46 (2 veckor)         | Vapen & ammunition           |
| 2010-06-25 | Utan dina andetag               | #48 (2 veckor)         | B-sidor 95-00                |
| 2012-05-04 | Petroleum                       | #28 (3 veckor)         | Jag är inte rädd för mörkret |
| 2012-05-04 | Isis & bast                     | #35 (2 veckor)         | Jag är inte rädd för mörkret |
| 2012-05-04 | Beredd på allt                  | #48 (1 vecka)          | Jag är inte rädd för mörkret |
| 2012-05-04 | Färger på natten                | #53 (1 vecka)          | Jag är inte rädd för mörkret |
| 2012-05-04 | Ruta 1                          | #57 (1 vecka)          | Jag är inte rädd för mörkret |
| 2012-05-04 | Låt dom komma                   | #60 (1 vecka)          | Jag är inte rädd för mörkret |
| 2014-05-02 | Skogarna                        | #12 (2 veckor)         | Tigerdrottningen             |
| 2014-05-02 | Godhet                          | #26 (2 veckor)         | Tigerdrottningen             |
| 2014-05-09 | Mirage                          | #18 (1 vecka)          | Tigerdrottningen             |
| 2014-05-09 | Var är vi nu?                   | #21 (1 vecka)          | Tigerdrottningen             |
| 2014-05-09 | Svart snö                       | #24 (1 vecka)          | Tigerdrottningen             |
| 2014-05-09 | Allt har sin tid                | #31 (1 vecka)          | Tigerdrottningen             |
| 2014-05-09 | Innan himlen faller ner         | #28 (1 vecka)          | Tigerdrottningen             |
| 2014-05-09 | Din enda vän                    | #25 (1 vecka)          | Tigerdrottningen             |
| 2014-05-09 | Simmaren                        | #42 (1 vecka)          | Tigerdrottningen             |
| 2014-05-09 | Den andra sidan                 | #39 (1 vecka)          | Tigerdrottningen             |
| 2024-01-19 | Pärlor                          | #16 (18 veckor)        | Vapen & ammunition           |

() = Antal veckor på Top 60 Singel Hitlistan står inom parentes.

## Medverkan på samlingar
- Absolute Music 21 (Kräm) (1996-04-01)
- Absolute Music 23** (Gravitation) (1996-11-28)
- Absolute Pop (Halka) (1996-06-13)
- Absolute Music 27 (Saker man ser) (1998-03-25)
- Absolute 98 (747) (1998-05-11)
- För Amnesty (Längtan skala 3:1) (1998-10-22)
- 33 svenska klassiker 1995–1999 (Kräm) (1999-11-15)
- Silikon
- Aftonbladet sommar
- Absolute Rock (Kräm-så nära får ingen gå) (2008-06-25)

## Melodier på Svensktoppen
- FF – 2003 (efter omtest i samband med omstrukturering av Svensktoppen)
- Pärlor – 2003
- Max 500 – 2005
- Dom som försvann – 2006
- Ingenting – 2007
- Columbus - 2008
- Skisser för sommaren - 2010
- Jag ser dig - 2012
- Tänd på - 2012
- La Belle Epoque - 2014
- Egoist - 2016

### Testades men missade listan
- Saker man ser – 1998
- Chans – 2001
- Dom andra – 2002
- Kärleken väntar – 2002
- FF – 2002
- Palace & Main – 2005
- Den döda vinkeln – 2005
- Vi mot världen – 2005
- Generation ex - 2008
- Töntarna - 2009
- Hjärta - 2010
- Nattpojken & dagflickan - 2016
- Terapi - 2016